# John van ’t Schip
Johannes Nicolaas „John“ van ’t Schip (* 30. Dezember 1963 in Fort St. John, British Columbia, Kanada) ist ein ehemaliger niederländischer Fußballspieler und heutiger -trainer.

## Spielerkarriere

### Verein
John van ’t Schip erlernte in der Jugendakademie von Ajax Amsterdam das Fußballspielen. 1981 rückte er in den Profikader des niederländischen Traditionsvereins. Bereits im Dezember des gleichen Jahres gab er sein Debüt in der Eredivisie. Der Flügelspieler setzte sich bald durch, und es folgte eine gute Karriere mit vielen Titeln. 1982, 1983, 1985 und 1990 wurde die niederländische Meisterschaft gewonnen, 1983, 1986 und 1987 der KNVB-Pokal. Zu den größten Erfolgen in dieser Zeit gehören der Gewinn des Europapokals der Pokalsieger 1987 sowie der UEFA-Pokal 1992. Im Sommer 1992 wechselte van ’t Schip ins Ausland und unterschrieb beim CFC Genua. Dort blieb er für vier Spielzeiten, ehe er seine Karriere beendete. In seiner gesamten Laufbahn erzielte van ’t Schip in 380 Ligaeinsätzen 40 Tore.

### Nationalmannschaft
John van ’t Schip gab sein Debüt bei der Niederländischen Fußballnationalmannschaft im April 1986 im Spiel gegen Schottland. Zwei Jahre darauf wurde er vom damaligen Trainer Rinus Michels in den Kader für die Europameisterschaft 1988 in Deutschland berufen. Während des Turniers kam van ’t Schip aber nur zu einem Einsatz. Im Vorrundengruppenspiel der Gruppe 2 stand er in der Startelf der Niederländer. Das Spiel ging allerdings mit 1:0 an die UdSSR verloren. Es war die einzige Niederlage im Wettbewerb. Die Niederländer erreichten das Finale und setzten sich dort, erneut gegen die UdSSR, mit 2:0 durch. Zur Weltmeisterschaft 1990 stand der offensive Spieler wieder im Kader der Landesauswahl. Hier kam er zweimal zum Einsatz. Bei seinem letzten großen Turnier, der Euro 1992 in Schweden, reichte es erneut nur zum Platz auf der Bank. Van ’t Schip kam auf zwei Kurzeinsätze gegen die GUS und den späteren Europameister Dänemark. Im Juni 1995 in der Begegnung mit Belarus trug er letztmals das Oranje-Trikot.

## Erfolge als Spieler

### Verein
- Niederländischer Meister mit Ajax Amsterdam: 1982, 1983, 1985, 1990
- KNVB-Pokal mit Ajax Amsterdam: 1983, 1986 and 1987

### Nationalmannschaft
- Europameister: 1988

## Trainerkarriere
Nach seiner aktiven Profikarriere zog es van ’t Schip wieder zu Ajax Amsterdam. Zwischen 1997 und 2000 trainierte er dort die Jugendmannschaften, ehe 2000 von Neutrainer Co Adriaanse in die Eredivisie-Mannschaft beordert wurde. Nach einem Jahr als Co-Trainer, lockte ihn Ligakonkurrent FC Twente Enschede. Bei den Rot-Weißen hielt es van ’t Schip aber nur eine Spielzeit, ehe er von René Vandereycken abgelöst wurde. Von 2002 bis 2004 betreute der ehemalige Offensivspieler das Reserveteam von Ajax.
Von 2004 bis 2008 war er Marco van Bastens Assistenztrainer bei der niederländischen Fußballnationalmannschaft. Anschließend arbeiteten er und van Basten weiter bei Ajax Amsterdam. Nachdem zwischen diesem und Ajax der Vertrag gelöst wurde, wurde van ’t Schip bis zum Saisonende 2008/09 als Interimstrainer eingesetzt. Zur Folgesaison wurde er von Martin Jol abgelöst. Zusammen mit Danny Blind blieb er als Co-Trainer Jols erhalten. Im Herbst 2009 wurde van ’t Schip als Trainer des neu gegründeten australischen Fußballteams Melbourne Heart vorgestellt, das in der Spielzeit 2010/11 seinen Spielbetrieb in der A-League aufnahm. Van ’t Schip gab Anfang 2012 bekannt, den Verein nach zwei Jahren aus „persönlichen und beruflichen Gründen“ wieder zu verlassen und mit seiner Familie in die Niederlande zurückzukehren. Im Juli 2012 unterschrieb er einen Vertrag beim mexikanischen Club Deportivo Guadalajara.
Am 30. Dezember 2013 kehrte van ’t Schip als Trainer zu Melbourne Heart zurück. Ende Januar 2014 wurde das Team in Melbourne City umbenannt.
Ende Juli 2019 wurde er Trainer der griechischen Fußballnationalmannschaft. Am 26. November 2021 erklärte er seinen Rücktritt.
Im Oktober 2023 kehrte er als Nachfolger von Maurice Steijn als Cheftrainer zu Ajax Amsterdam zurück. Zur neuen Saison wird er nicht mehr Trainer der Mannschaft sein, sondern eine andere Rolle im Verein übernehmen.